# Edguy
Edguy est un groupe de power metal allemand, originaire de Fulda, dans la Hesse. Ils sont influencés notamment par Iron Maiden, et leur musique se rapproche de groupes comme Helloween, Gamma Ray ou encore Running Wild.
Depuis le début de sa carrière, le groupe a vendu plus de deux millions d'albums dans le monde.

## Biographie

### Période AFM (1992-2003)
Edguy est formé en 1992 par les étudiants Tobias Sammet, Jens Ludwig, Dominik Storch et Dirk Sauer. Le nom d'Edguy est le surnom qu'ils donnaient à leur professeur de mathématiques. En 1994, le groupe publie deux démos, Evil Minded et Children of Steel. Ces cassettes sont envoyées à plusieurs labels, qui rejetteront le groupe car ne voyant aucun potentiel lucratif en eux. Ils publient plus tard un premier album « non officiel », Savage Poetry, en 1995. Ils signent peu après avec le label AFM Records, qui leur offre de rééditer Savage Poetry. Le groupe rejette la proposition pour sortir un nouvel album, Kingdom of Madness, publié en 1997 ; mais le batteur Dominik Storch quitte le groupe. 1998 assiste à la publication d'un deuxième album, Vain Glory Opera, avec leur ami Frank Lindenthal à la batterie. Cet album aide Edguy à se populariser significativement grâce à la participation de Timo Tolkki (Stratovarius) et Hansi Kürsch (Blind Guardian). Le groupe est rejoint par le batteur Felix Bohnke et le bassiste Tobias « Eggi » Exxel plus tard la même année, permettant à Tobias Sammet de se consacrer au chant.
En 1999, Theater of Salvation est publié. Cette même année, le chanteur Tobias Sammet conçoit l'idée d'un projet Avantasia, un groupe de metal symphonique composé de chanteurs et musiciens connus des scènes rock et heavy metal. Alors que Tobias se consacre à Avantasia, le groupe saisit l'occasion de réenregistrer Savage Poetry, pour le faire écouter aux nouveaux fans,.
Après le réenregistrement de The Savage Poetry, le cinquième album du groupe, Mandrake, est publié en 2001. L'album s'accompagne d'une première vidéo promotionnelle de la chanson All the Clowns, avec un deuxième pour le single Painting on the Wall. L'album Mandrake mène à une première tournée. Trois concerts sont enregistrés en Europe et inclus dans le premier album live d'Edguy, Burning Down the Opera – Live. Le contrat du groupe avec AFM arrive à cette période à terme, et parviennent ensuite à signer Nuclear Blast Records à la fin de 2003.

### Période Nuclear Blast (depuis 2004)
Le premier album d'Edguy chez Nuclear Blast s'intitule King of Fools, un EP publié en 2004. Il précède l'album Hellfire Club, publié peu après. La chanson Lavatory Love Machine est publié comme single. La productivité du groupe s'étend encore en 2005 avec l'EP et DVD Superheroes, qui contient notamment des vidéos. Il est suivi par l'album Rocket Ride en janvier 2006.
Sammet passe l'année 2007 à relancer le projet Avantasia. Edguy revient en studio en 2008 et enregistre Tinnitus Sanctus, avec une vidéo pour la chanson Ministry of Saints, tournée à Belgrade, en Serbie,. Après avoir renouvelé leur contrat avec Nuclear Blast en 2008, le groupe publie son premier album live, Fucking with Fire – Live, en 2009. Il contient des tournages effectués à São Paulo, au Brésil, lors de leur tournée Rocket Ride en 2006. Le groupe joue avec Scorpions à leur tournée en Allemagne en 2010.
Edguy publie son neuvième album studio, Age of the Joker, en août 2011. Le groupe tourne en Europe et en Amérique du Sud pour la promotion de leur album, incluant des dates avec Slash et Deep Purple, et participe au festival 70000 Tons of Metal. Dans une interview concernant son projet Avantasia, Sammet révèle un nouvel album d'Edguy en cours durant l'été 2013, prévu pour 2014. Le 28 janvier 2014, Edguy révèle l'album, intitulé Space Police: Defenders of the Crown, qui sera publié le 18 avril 2014.

## Membres

### Membres actuels
- Tobias Sammet - chant (depuis 1992), claviers, basse (1992-1998)
- Dirk Sauer - guitare (depuis 1992)
- Jens Ludwig - guitare (depuis 1992)
- Tobias Exxel - basse (depuis 1998)
- Felix Bohnke - batterie (depuis 1998)

### Anciens membres
- Dominik Storch - batterie (1992-1997)
- Frank Lindenthal - batterie (1998)

## Discographie

### Albums studio
- 1995 : Savage Poetry
- 1997 : Kingdom of Madness
- 1998 : Vain Glory Opera
- 1999 : Theater of Salvation
- 2000 : The Savage Poetry (version réenregistrée de celle de 1995)
- 2001 : Mandrake
- 2004 : Hellfire Club
- 2006 : Rocket Ride
- 2008 : Tinnitus Sanctus
- 2011 : Age of the Joker
- 2014 : Space Police - Defenders of the Crown (2014)
- 2017 : Monuments (compil et morceaux inédits)

### EPs et démos
- 1994 : Evil Minded (démo)
- 1994 : Children of Steel (démo)
- 2004 :  King of fools (EP)
- 2005 :  Superheroes (EP) (invité : Michael Kiske de Helloween])
- 2005 : Superheroes (DVD)

### Singles
- 2001 : La Marche des gendarmes
- 2001 : Painting on a Wall
- 2004 : Lavatory Love Machine
- 2011 : Robin Hood (téléchargement)

### Albums live
- 2003 : Burning Down The Opera
- 2009 : Fucking With Fire

### Best-of
- 2004 : Hall of Flames
- 2008 : The Singles (compilation)

## Vidéographie
- 2009 : Fucking With Fire